# Fritz Herrndorf
Fritz Herrndorf (* 28. Februar 1950) ist ein ehemaliger deutscher Fußballtorhüter.

## Werdegang
Der Torwart Fritz Herrndorf begann seine Karriere bei der SpVgg Neu-Isenburg und wechselte im Sommer 1972 zum Regionalligisten Wormatia Worms. Nach einer Zwischenstation beim SV Wiesbaden in der Saison 1974/75 wechselte Herrndorf im Sommer 1975 zum Zweitligisten FC 08 Homburg, wo er allerdings nur auf zwei Einsätze kam. 1977 folgte der Transfer zum SC Herford, mit dem er am Saisonende abstieg. Herrndorf wechselte im Sommer 1978 zu Rot-Weiss Essen, wo er den langjährigen Stammtorhüter Heinz Blasey beerben sollte. Mit den Essenern wurde er zwei Jahre später Vizemeister, scheiterte jedoch in den Aufstiegsspielen zur Bundesliga am Karlsruher SC. Dabei war er jedoch zwischenzeitlich von Detlef Schneider vedrängt worden. Am Saisonende wechselte Herrndorf daher zu Rot-Weiß Oberhausen, mit dem Ligakonkurrenten stieg er jedoch am Ende der Spielzeit 1980/81 aus der 2. Bundesliga ab. Später war er noch für den 1. FC Mülheim und Schwarz-Weiß Essen im oberklassigen Amateurbereich aktiv.
Insgesamt absolvierte Fritz Herrndorf 65 Zweitligaspiele. Von den 65 Spielen entfielen 43 auf Essen, 13 auf Herford, sieben auf Oberhausen und zwei auf Homburg. Dazu kommen 27 Regionalligaspiele für Worms.